# Gregorio Álvarez
Gregorio Conrado Álvarez Armelino (Lavalleja, 26 de noviembre de 1925-Montevideo, 28 de diciembre de 2016) fue un militar uruguayo. Fue presidente de facto durante la "dictadura cívico-militar" entre el 1 de septiembre de 1981 y el 12 de febrero de 1985.
A mediados de 2015 sufrió un accidente cerebrovascular, y en diciembre de 2016 un infarto por el cual fue internado en el Hospital Militar de Montevideo, donde falleció a finales de ese año.

## Biografía
Fue hijo y nieto de generales militares. Su padre fue el general Gregorio Álvarez Lezama, hijo de otro general, quien se desempeñó como edecán del presidente Gabriel Terra. Ingresó en la Academia Militar Nacional en 1940, en la que se graduó como oficial del Regimiento de Caballería (1946-1959). Desarrolló buena parte de su carrera en el Regimiento de Caballería n.º 7, asentado en Santa Clara de Olimar, departamento de Treinta y Tres. De 1960 a 1962 fue jefe de Operaciones de Caballería en la Escuela de Instrucción Militar y, entre 1962 y 1969, de la Guardia Republicana de Montevideo.
En diciembre de 1970 ganó el primer puesto en el concurso realizado para ascender a general y el Senado de la República le otorgó la venia para que, desde el 1 de febrero de 1971 luciera dicho grado. El 16 de diciembre de 1971 se crearon «a título experimental» la Junta de Comandantes en Jefe (JCJ) y el Estado Mayor Conjunto (Esmaco) de las Fuerzas Armadas. Álvarez fue designado Jefe del Esmaco, organismo que dependía directamente de la Junta de Comandantes en Jefe y realizaba el estudio, asesoramiento, coordinación y planificación de las acciones anti guerrilleras.
El Esmaco tenía tres funciones: la de «coordinador» —«tareas de información, asesoramiento y planificación de operaciones del conjunto de las Fuerzas Armadas»—, de «especialista» —«enseñanza, movilización, defensa civil, estadísticas, historia, acción cívica»— y de «personal» —administrativa—. Las actividades del Esmaco eran realizadas en conjunto con el Servicio de Información y Defensa (SID), dirigido entonces por el coronel Ramón Trabal, compañero del arma de Caballería de Álvarez. Si bien la ejecución de las operaciones estaba a cargo del Órgano Coordinador de Operaciones Antisubversivas (OCOA), se estima que Álvarez poseía conocimiento de todo lo que se hacía en materia de lucha antisubversiva.

### Dictadura
El 23 de febrero de 1973, luego del llamado «Acuerdo de Boiso Lanza», se creó el Consejo de Seguridad Nacional (Cosena), órgano asesor del Poder Ejecutivo. Álvarez fue designado secretario permanente de dicho Consejo, cargo que ocupó hasta que fue designado comandante de la 4.ª División del Ejército en 1974 con asiento en Minas, departamento de Lavalleja. En 1975 presidió la Comisión de Asuntos Políticos de las Fuerzas Armadas (Comaspo). En 1978 fue designado Comandante en Jefe del Ejército, cargo que ocupó hasta su pase a retiro, el 1 de febrero de 1979.
Su ascenso a la Comandancia del Ejército generó divisiones internas en el arma. El 3 de marzo de 1978 dictó la Orden de Servicio N.º 7738 por la cual se subordinaba a su mando la actuación del Servicio de Información y Defensa (SID). La negativa del director del SID, general Amaury Prantl, a tal subordinación derivó en el dictado de una nueva Orden, la N.º 7777, el 3 de julio de 1978, por la que se responsabilizaba de «haber dado la primera orden» como jefe del Esmaco, si hubo «alguna actividad reñida con los derechos humanos». El general Amaury Prantl y su lugarteniente, José Nino Gavazzo, pagaron su enfrentamiento con el nuevo comandante en jefe con 60 días de arresto a rigor. El 24 de agosto de 1978, por resolución N.º 53/495, fueron pasados a retiro.
Tras el plebiscito de 1980, donde queda clara la voluntad de la ciudadanía uruguaya de retornar a la vida democrática, el teniente general Álvarez se mostró renuente a aceptar este veredicto, por lo que forzó al denominado Consejo de la Nación, que el 1 de septiembre de 1981 le entregó la presidencia de la República, postergando de esta forma el retorno a la democracia. Álvarez continuó con la represión hasta que finalmente, forzado por el avance de los sectores políticos opositores en las elecciones internas de 1982 y, tras haber perdido gran parte del apoyo de las Fuerzas Armadas para continuar con el régimen dictatorial, accedió a negociar un cronograma electoral que finalizó con las elecciones legislativas y presidenciales de noviembre de 1984.
Por ese entonces su adversario en la interna del Ejército era el general Hugo Medina, más proclive a la transferencia del poder a los civiles. Ganadas las elecciones por Julio María Sanguinetti, el candidato del Partido Colorado, Álvarez dimitió el 12 de febrero de 1985, cediendo el poder al entonces presidente de la Suprema Corte de Justicia, Rafael Addiego Bruno.
Durante el gobierno de Álvarez la represión se centró en activistas políticos en el país y en Argentina, cometiéndose delitos de lesa humanidad en cuarteles y bases clandestinas. Actualmente se está investigando el paradero de los desaparecidos, habiéndose encontrado hasta la fecha los restos de cinco de ellos, luego de largos trabajos arqueológicos en terrenos de dependencias militares.

### Procesamiento y condena
El 17 de diciembre de 2007, el juez Luis Charles lo sometió a proceso por coautor de «reiterados delitos de desaparición forzada» por los traslados clandestinos desde Argentina de, al menos, 18 personas en 1978, que luego habrían sido asesinadas. Fue sometido a prisión preventiva, siendo recluido en una nueva cárcel especial construida para militares involucrados en crímenes de lesa humanidad, ubicada en la calle Domingo Arena esquina Zapadores en Montevideo.
El 7 de febrero del 2008, el BPS suspendió la jubilación que percibía como expresidente de la República. La suspensión de los haberes fue ejecutada automáticamente en forma inmediata a su procesamiento, por las oficinas liquidadoras del BPS.
El 23 de octubre de 2008 el Tribunal de Apelaciones en lo penal de 2.° Turno ratificó su procesamiento por participación en los traslados clandestinos de detenidos desde Argentina en 1978. Sin embargo, decidió cambiar la carátula del expediente de «reiterados delitos de desaparición forzada» a «reiterados delitos de homicidio muy especialmente agravados».
Un año después, el 22 de octubre de 2009, Álvarez fue finalmente condenado por el homicidio de 37 personas durante su etapa como comandante del Ejército. La fiscalía argumentó que debía estar al corriente de los traslados de prisioneros políticos entre Buenos Aires y Montevideo, cuyos restos no han sido encontrados. Además de Gregorio Álvarez, el exmarino Juan Carlos Larcebeau también fue condenado por 29 homicidios.
El 24 de marzo de 2010 Álvarez fue procesado por «homicidio muy especialmente agravado» en el caso del militante del Movimiento de Liberación Nacional-Tupamaros Roberto Luzardo, fallecido en 1973. El militante fue herido de bala en agosto de 1972 y falleció diez meses después en el Hospital Militar, dos semanas antes del golpe de Estado. Por entonces Álvarez era el director del Estado Mayor Conjunto del Ejército y, según los abogados de la familia Luzardo, ordenó que no se le brindara atención médica. Luzardo, como integrante del MLN-Tupamaros, presuntamente participó en una acción armada que derivó en la muerte del coronel Artigas Álvarez, hermano del procesado. No obstante, en octubre de 2013 la Suprema Corte de Justicia lo declaró inocente de este crimen, estableciendo que «no surge probado extremo alguno que indique la existencia de elementos de convicción suficiente» para enjuiciarlo.
A mediados de 2015 sufrió un accidente cerebrovascular mientras estaba encarcelado, por lo que fue trasladado al Hospital Central de las Fuerzas Armadas. Por entonces tuvo como secuelas una parálisis que le impidió dar declaraciones en las causas judiciales en su contra. El 14 de diciembre del año siguiente fue nuevamente internado, esta vez por problemas cardíacos. Falleció en el mismo hospital el 28 de diciembre de 2016, a la edad de 91 años.

## Ministros de facto
| Ministerio                   | Nombre                         | Período   |
| ---------------------------- | ------------------------------ | --------- |
| Interior                     | Yamandú Trinidad               | 1981-1983 |
| Interior                     | Hugo Linares Brum              | 1983-1984 |
| Interior                     | Julio César Rapela             | 1984-1985 |
| Relaciones Exteriores        | Estanislao Valdés Otero        | 1981-1982 |
| Relaciones Exteriores        | Carlos Maeso                   | 1982-1983 |
| Relaciones Exteriores        | Roberto Musso                  | 1983-1985 |
| Economía y Finanzas          | Valentín Arismendi             | 1981-1982 |
| Economía y Finanzas          | Walter Lusiardo Aznárez        | 1982-1983 |
| Economía y Finanzas          | Alejandro Végh Villegas        | 1983-1985 |
| Defensa Nacional             | Justo Alonso Leguísamo         | 1981-1985 |
| Educación y Cultura          | Raquel Lombardo de De Betolaza | 1981-1983 |
| Educación y Cultura          | Juan Bautista Schroeder Otero  | 1983-1984 |
| Educación y Cultura          | Armando López Scavino          | 1984-1985 |
| Industria y Energía          | Francisco Tourreilles          | 1981-1982 |
| Industria y Energía          | Walter Lusiardo Aznárez        | 1982      |
| Industria y Energía          | Juan Chiarino Rossi            | 1982-1984 |
| Industria y Energía          | Filiberto Ginzo Gil            | 1984-1985 |
| Salud Pública                | Luis Givogre                   | 1981-1985 |
| Agricultura y Pesca          | Carlos Mattos Moglia           | 1981-1985 |
| Trabajo y Seguridad Social   | Carlos Maeso                   | 1981-1982 |
| Trabajo y Seguridad Social   | Luis Crisci                    | 1982-1983 |
| Trabajo y Seguridad Social   | Néstor Bolentini               | 1983-1984 |
| Trabajo y Seguridad Social   | Ramón Malvasio                 | 1984-1985 |
| Transporte y Obras Públicas  | Eduardo Sampson                | 1981-1982 |
| Transporte y Obras Públicas  | Francisco Tourreilles          | 1982-1985 |
| Justicia                     | Julio César Espínola           | 1981-1983 |
| Justicia                     | Enrique Frigerio               | 1983-1985 |
| OPP                          | Pedro Aranco                   | 1981-1985 |
| Secretaría de Presidencia    | Ángel Mario Scelza             | 1981-1985 |
| Prosecretaría de Presidencia | Antonio Stella                 | 1981-1985 |